# MC Lars
MC Lars, Andrew Roberto Nielsen, född 6 oktober 1982 i Berkeley i Kalifornien, är en rappare från USA. Han har australisk far och svensk-amerikansk mor.